# Турне (коммуна)
Турне́ (фр. Tournay, окс. Tornai) — коммуна во Франции, находится в регионе Юг — Пиренеи. Департамент — Верхние Пиренеи. Административный центр кантона Турне. Округ коммуны — Тарб.
Код INSEE коммуны — 65447.

## География

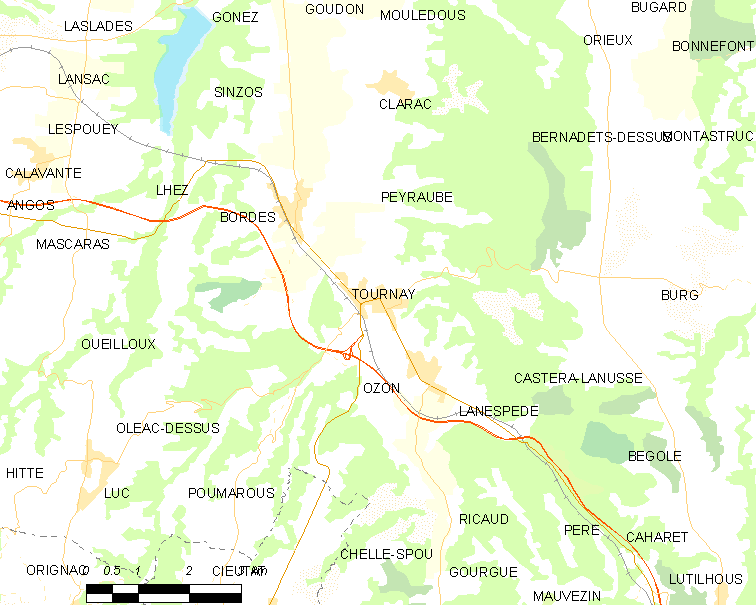
Карта коммуны

Коммуна расположена приблизительно в 660 км к югу от Парижа, в 110 км юго-западнее Тулузы, в 15 км к востоку от Тарба.
По территории коммуны протекает река Аррос.

## Климат
Климат умеренно-океанический с солнечной тёплой погодой и обильными осадками на протяжении практически всего года.

## Население
Население коммуны на 2010 год составляло 1310 человек.
| 1962 | 1968 | 1975 | 1982 | 1990 | 1999 | 2010 |
| ---- | ---- | ---- | ---- | ---- | ---- | ---- |
| 1136 | 1076 | 1161 | 1065 | 1109 | 1139 | 1310 |

## Администрация
| Период | Период | Фамилия            | Партия | Примечания |
| ------ | ------ | ------------------ | ------ | ---------- |
| 1945   | 1947   | Франсуа Кристо     |        |            |
| 1947   | 1953   | Жан-Мари Лакост    |        |            |
| 1953   | 1959   | Леон Пюжо          |        |            |
| 1959   | 1969   | Жермен Бонкаррер   |        |            |
| 1969   | 1971   | Гастон Дюран       |        |            |
| 1971   | 1983   | Альбер Пьерро      |        |            |
| 1983   | 2014   | Жозетта Фуркад     |        |            |
| 2014   | 2020   | Камиль Денажискард |        |            |

## Экономика
В 2010 году среди 823 человек трудоспособного возраста (15-64 лет) 574 были экономически активными, 249 — неактивными (показатель активности — 69,7 %, в 1999 году было 67,6 %). Из 574 активных жителей работали 507 человек (257 мужчин и 250 женщин), безработных было 67 (37 мужчин и 30 женщин). Среди 249 неактивных 63 человека были учениками или студентами, 96 — пенсионерами, 90 были неактивными по другим причинам.

## Города-побратимы
- Ла-Вре-Круа (Морбиан, Франция)

## Фотогалерея

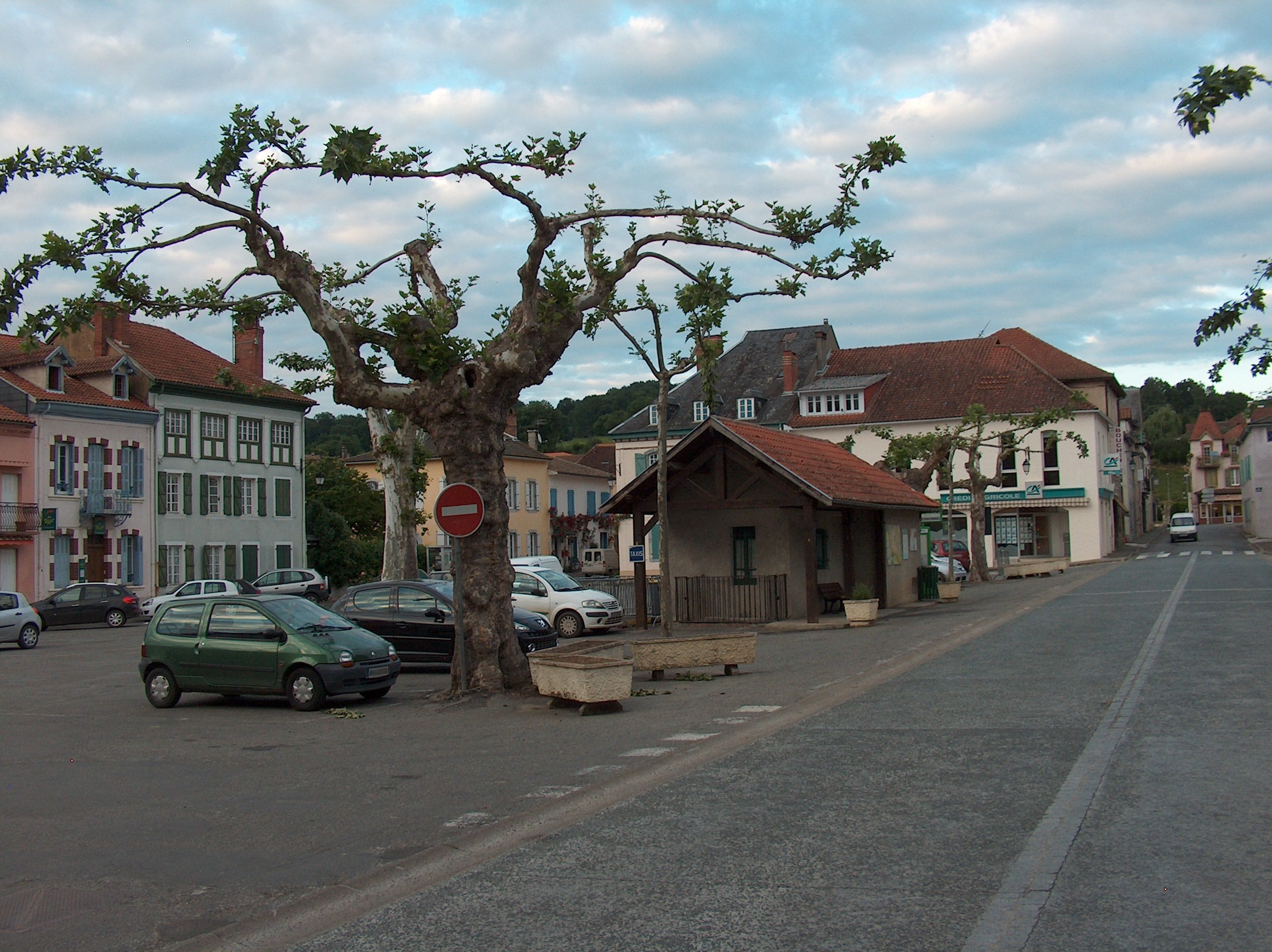
Площадь Астарак
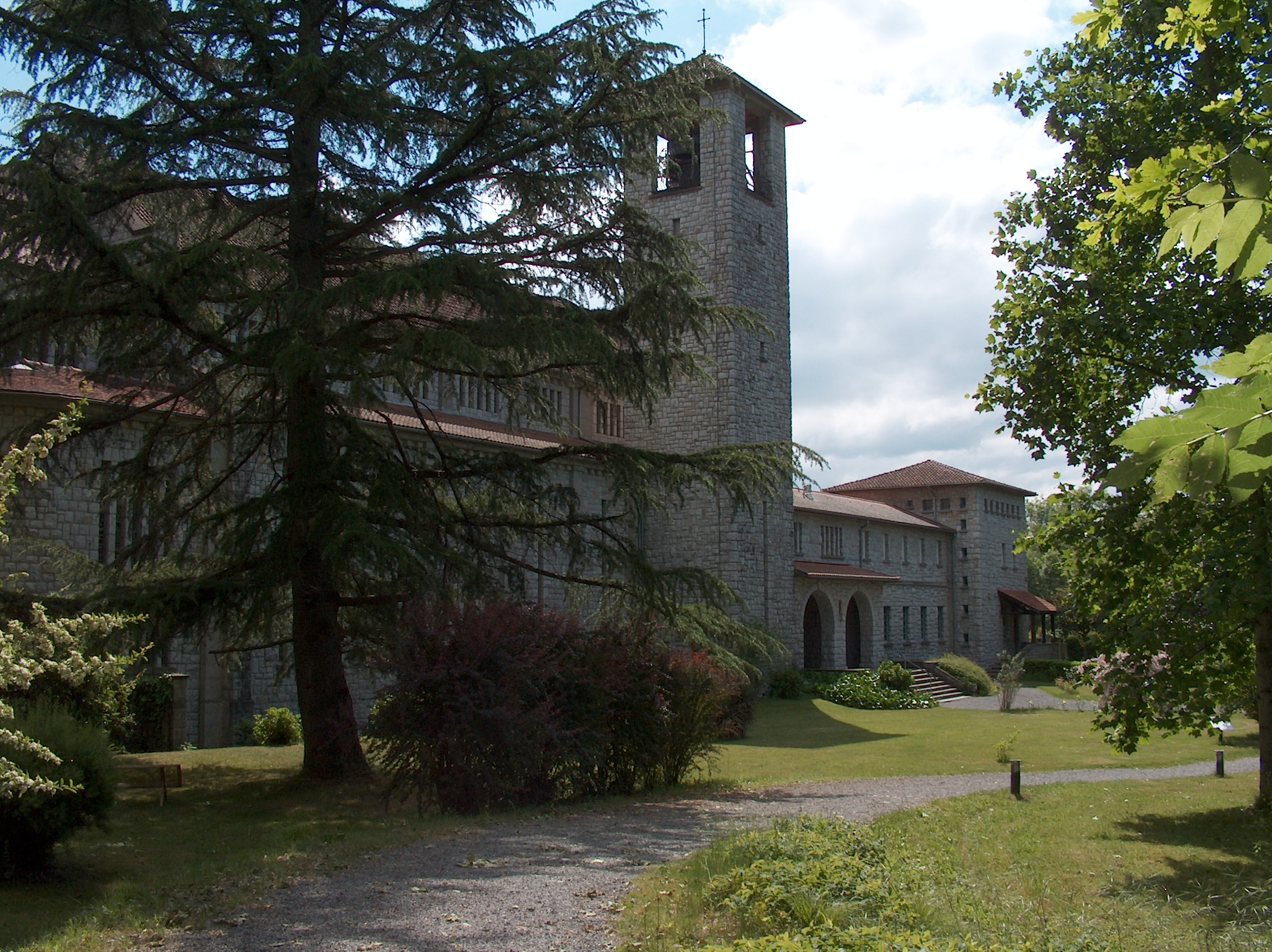
Аббатство Нотр-Дам
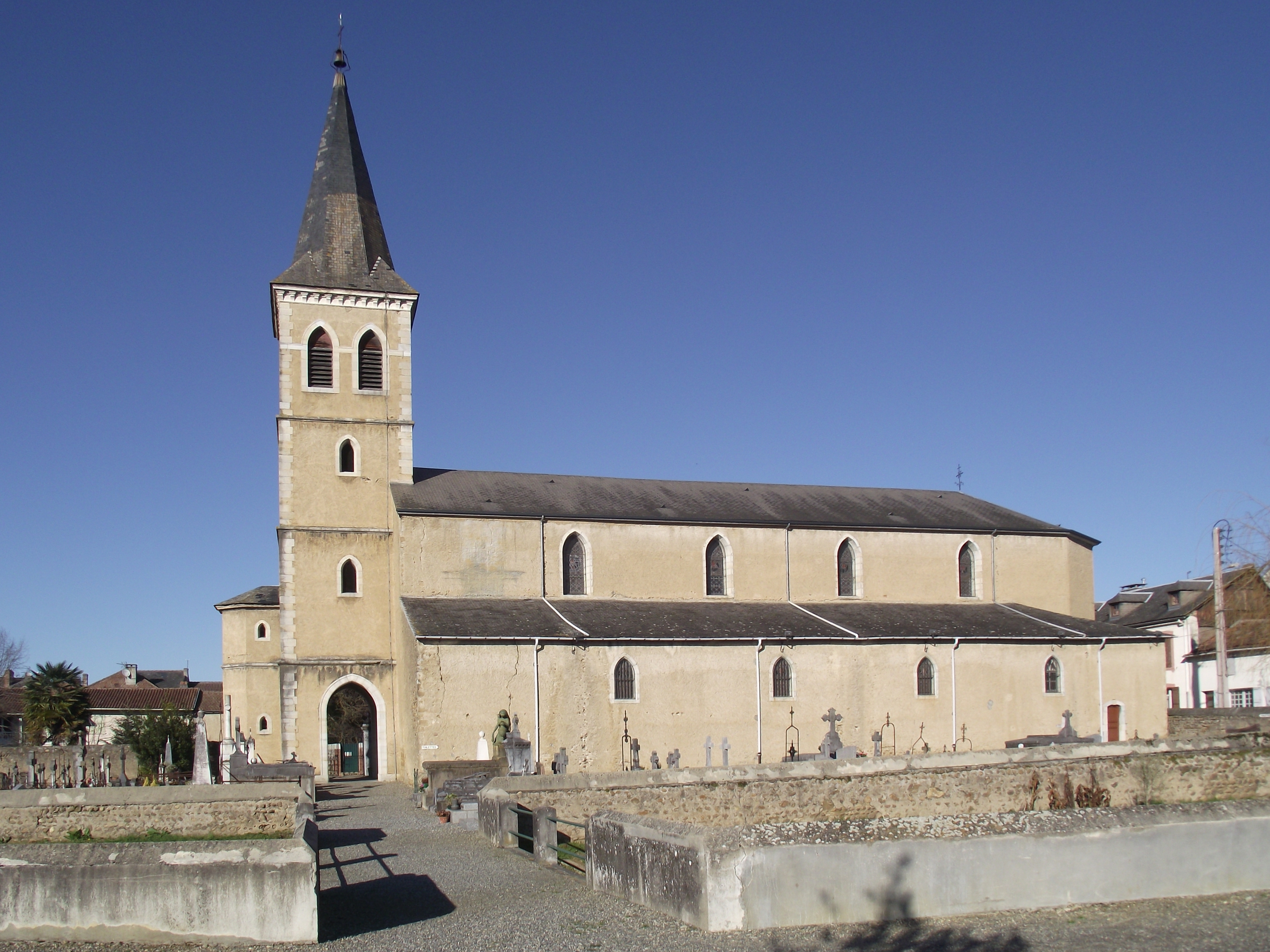
Церковь Св. Стефана
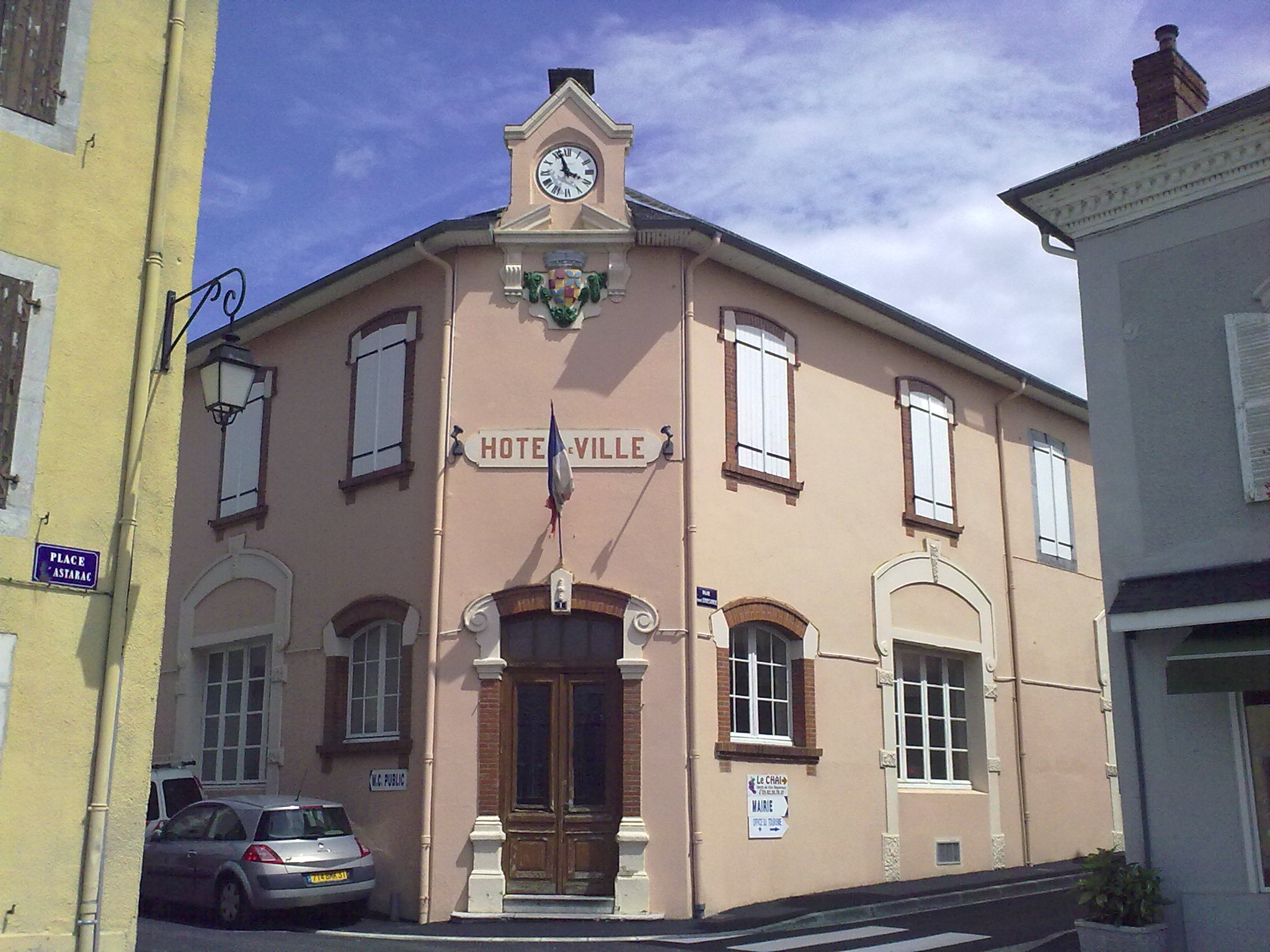
Мэрия
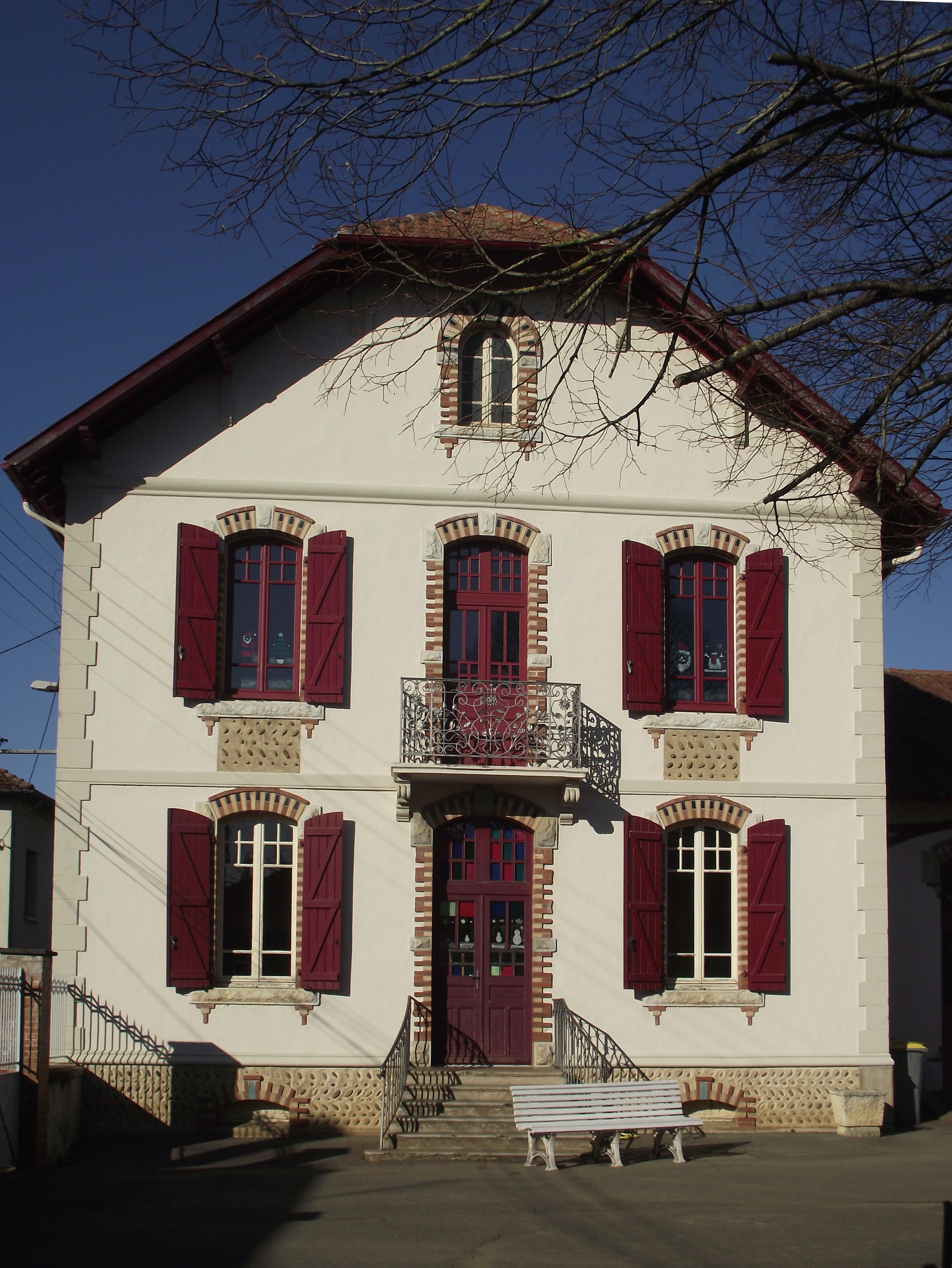
Школа
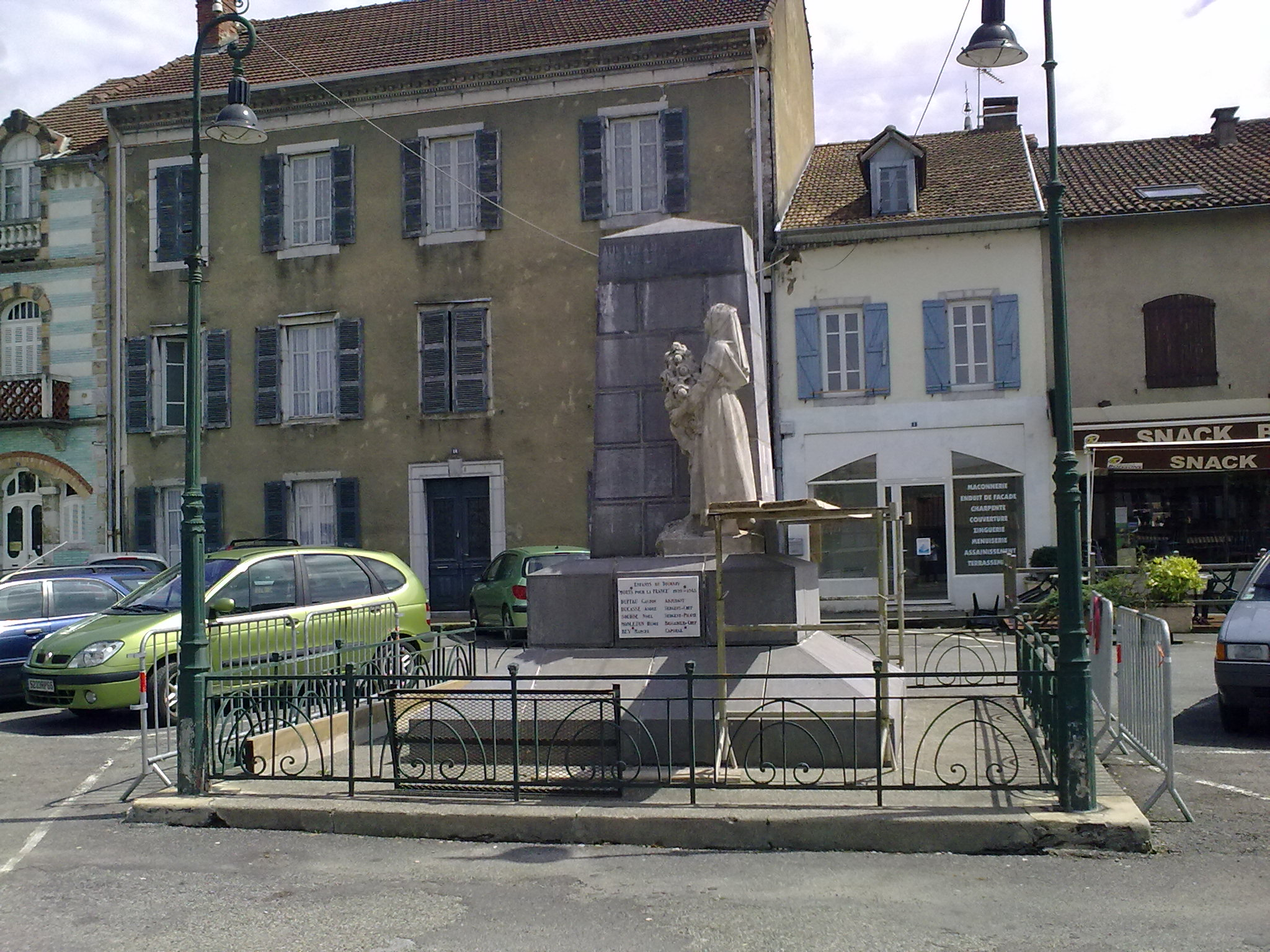
Военный мемориал